# Mallièvre

Mallièvre este o comună în departamentul Vendée, Franța. În 2009 avea o populație de 239 de locuitori.